# MXens

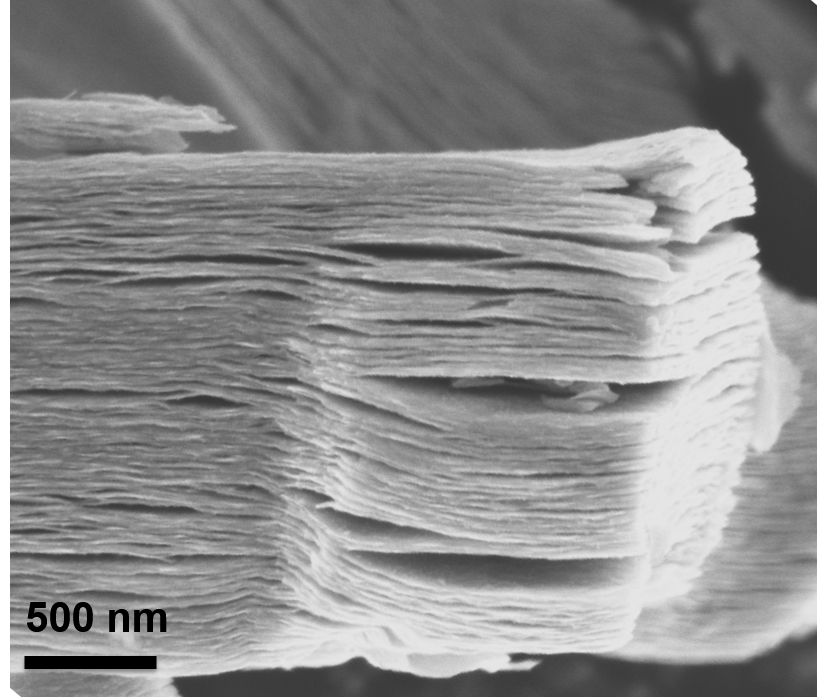
Imatge de microscopi electrònic de rastreig d'un MXè produït per un gravat amb HF de Ti₃AlC_{2.}

En ciència de materials, els MXens (en anglès MXenes), són una classe de compostos inorgànics bidimensionals. Aquests materials consisteixen en capes de carburs, nitrurs o carbonitrurs de metalls de transició de pocs àtoms de gruix. Descrits per primera vegada el 2011, els MXens combinen la conductivitat metàl·lica dels carburs de metalls de transició i una naturalesa hidròfila a causa de les seves superfícies terminades amb grups hidroxil o oxígens.
El nom de MXens ve de les fases MAX, uns composts químics formats per capes apilades de carburs i nitrurs que segueixen la fórmula Mn+1AXn, on n és un nombre enter entre 1 i 4; M és un metall de transició de l'esquerra del bloc; A és un element del grup 13 o 14; i la X és carboni, nitrogen o una mescla d'ambdós. Els MXens es sintetitzen eliminant selectivament les capes de A de les fases MAX, quedant així només Mn+1AXn.

## Síntesi
Els MXens es sintetitzen normalment mitjançant un procés de dalt a baix o top-down consistent en un gravat o etching selectiu. S'ha demostrat que aquesta ruta sintètica és escalable, sense pèrdues ni canvis en les propietats a mesura que augmenta la quantitat de producte. La producció d’un MXè mitjançant la gravació d’una fase MAX es produeix principalment mitjançant l’ús de solucions de gravat fortes que contenen ions fluor (F−) com l'àcid fluorhídric (HF), el bifluorur d’amoni (NH₄HF₂), o una barreja d’àcid clorhídric (HCl) i fluorur de liti (LiF). Per exemple, el gravat de Ti₃AlC₂ en HF aquós a temperatura ambient fa que els àtoms A (Al) siguin eliminats selectivament i la superfície de les capes de carbur acabi amb grups O, OH i/o F. Els MXens també es pode obtenir en sals foses d'àcids de Lewis, com el clorur de zinc (ZnCl²), podent obtenir un terminal Cl. Els MXens amb terminacions Cl són estructuralment estables fins a 750 °C. Es va demostrar que un utilitzar la sal fosa d’un àcid de Lewis era viable per gravar la majoria de les fases MAX (com ara precursors de fase MAX on els elements A eren Si, Zn i Ga) utilitzant sals tals com CdCl2, FeCl2, CoCl2, CuCl2, AgCl i NiCl2.
El MXene Ti₄N₃ va ser el primer MXè fet a partir de nitrurs reportat i es pot sintetitzar per un procediment diferent dels utilitzats pels MXens de carburs. Per sintetitzar Ti₄N₃, la fase MAX Ti₄AlN₃ es barreja amb una mescla eutèctica de sals foses de fluorur de liti, fluorur de sodi i fluorur de potassi i es sotmet a temperatures elevades. Aquest procediment elimina les capes d'Al, produint Ti₄N₃ multicapa, que es pot exfoliar en capes simples submergint el MXè en hidròxid de tetrabutilamoni sota sonicació.